# Petiville (Calvados)
Petiville – miejscowość i gmina we Francji, w regionie Normandia, w departamencie Calvados.
Według danych na rok 1990 gminę zamieszkiwało 400 osób, a gęstość zaludnienia wynosiła 138 osób/km² (wśród 1815 gmin Dolnej Normandii Petiville plasuje się na 511. miejscu pod względem liczby ludności, natomiast pod względem powierzchni na miejscu 1046.).